# Norilszk
Norilszk (cirill betűkkel Норильск) mintegy 180 ezer fő lakosú, sarkkörön túli város Oroszországban, a Krasznojarszki határterületen. 
Norilszk gazdasági életében meghatározó a színesfémbányászat (nikkel, réz és palládium), aminek következtében a várost és közvetlen környékét súlyos környezetszennyezés sújtja. 
Noha technikailag nem zárt közigazgatási egység, a városba külföldi állampolgárok csak engedéllyel látogathatnak.
Az embert próbáló hideg időjárás, a napfény téli konstans hiánya, az igen magas légszennyezettség, az irreálisan magas árak és az általános elszigeteltség miatt Norilszkot számos felmérésben választották a földkerekség legélhetetlenebb városának.

## Fekvése
Norilszk a Közép-szibériai-fennsík északnyugati részén, a Jenyiszej folyó és Putorana-fennsík között, a Jenyiszejtől 90 km-re keletre, a Tajmir-félszigettől közvetlenül délre, az északi sarkkörtől mintegy 300 km-re északra található. Murmanszk mellett Norilszk az egyetlen százezernél nagyobb lélekszámú sarkkörön túli város.
Nagy-Norilszk (hivatalosan a Norilszki Ipari Kerület) mintegy 4500 négyzetkilométer területű, és magában foglalja nemcsak magát a 30 négyzetkilométeres Norilszkot, hanem a környező Talnah, Kajerkan, Oganyer és Sznyezsnogorszk települést is.
Norilszk a krasznojarszki időzónához tartozik, ami az UTC+7 időzónának felel meg, tehát ott a moszkvai időhöz képest négy órával előrébb van.

## Népessége
| Lakosok száma | 13 887 | 118 300 | 135 487 | 183 000 | 174 008 | 155 000 | 134 800 | 175 365 | 177 428 | 176 735 |
|               | 1939   | 1957    | 1970    | 1982    | 1991    | 1997    | 2003    | 2010    | 2016    | 2024    |

## Éghajlata
Norilszk városának extrém szélsőséges, ún. szubarktikus éghajlata van. Az év 250-270 napjában hó borítja a várost, 110-130 napon át pedig hóviharok tombolnak. A sarki éjszakák decembertől januárig tartanak, körülbelül 6 héten keresztül nem kel fel a nap. Nyáron viszont 6 hétig nem megy a horizont alá. A –50 °C előfordulhat januárban, de még április elején is gyakori a –20 °C alatti hőmérséklet. A tél kb. nyolc hónapon át tart, hóviharokkal. Nyáron a városban lévő tónál sokan fürdenek, napoznak és saslikoznak. A nyári évszak a városban csupán két-három hétig tart. Ebben az időszakban általában 28-30 °C-ig melegszik fel a levegő. A 30 °C feletti értékek rendkívül ritkának számítanak.
| Hónap                                       | Jan.  | Feb.  | Már.  | Ápr.  | Máj.  | Jún. | Júl. | Aug. | Szep. | Okt.  | Nov.  | Dec.  | Év    |
| ------------------------------------------- | ----- | ----- | ----- | ----- | ----- | ---- | ---- | ---- | ----- | ----- | ----- | ----- | ----- |
| Rekord max. hőmérséklet (°C)                | −3,0  | −2,0  | 7,4   | 10,5  | 22,8  | 30,4 | 32,0 | 28,7 | 18,6  | 9,6   | 3,1   | −1,0  | 32,0  |
| Átlagos max. hőmérséklet (°C)               | −23,6 | −23,9 | −18,4 | −10,0 | −1,7  | 10,4 | 18,2 | 15,0 | 6,9   | −6,7  | −16,9 | −21,6 | −5,9  |
| Átlagos min. hőmérséklet (°C)               | −30,7 | −31,0 | −26,4 | −18,5 | −8,4  | 3,2  | 10,0 | 7,6  | 1,2   | −12,5 | −23,9 | −28,9 | −13,1 |
| Rekord min. hőmérséklet (°C)                | −53,1 | −52,0 | −46,1 | −38,7 | −26,8 | −9,8 | 0,4  | −1,0 | −14,0 | −36,0 | −43,1 | −51,0 | −53,1 |
| Átl. csapadékmennyiség (mm)                 | 24    | 25    | 37    | 47    | 57    | 58   | 65   | 77   | 65    | 68    | 40    | 33    | 596   |
| Forrás: Weatherbase MeteoBlue Weather Atlas |       |       |       |       |       |      |      |      |       |       |       |       |       |

## Története
Az 1920-as évek végén hozták létre, de hivatalosan csak 1935-ben alapították, amikor a Gulag-rendszer részeként a norilszki bányászati és metallurgiai központ telepét kiterjesztették és az a Norillag munkatábor központja lett. A házakat és barakkokat a  munkatáborba hurcolt foglyokkal építtették embertelen körülmények között. 1951-re 72 500 fősre duzzadt a népesség. A tábort 1956-ban oszlatták fel, de a legtöbb fogoly itt maradt, és sok bányász is ideköltözött a magas fizetés reményében. 

## Városvezetés
2008 óta a város vezetését hárompólusú struktúra látja el, amely a képviselőtestületből, a városvezetőből, és a városi adminisztrátorból áll. 
A város lakói 35 tagú képviselőtestületet választanak, amely tagjai közül választja meg a városvezetőt (polgármestert), aki egyben a képviselőtestület elnöke is. A város élén Rinat Vjacseszlavovics Ahmetcsin áll. A városi adminisztrátor pályázati úton elnyerhető pozíció. A pályázat nyertese a képviselőtestület hivatali idejére kapja a megbízását. Feladata a város operatív vezetése.

## Közlekedés
Norilszk körül bár van úthálózat, de 2020 táján Oroszország többi részére nem vezet út. 
A sarkköri Dugyinka kikötőjével viszont út és teherszállítást végző vasút köti össze. Lényegében Norilszk és Dugyinka közlekedésileg elszigetelt területként funkcionál. 
Repülőtere a városközponttól harmincöt kilométerre nyugatra található Alikeli repülőtér.

## Képek

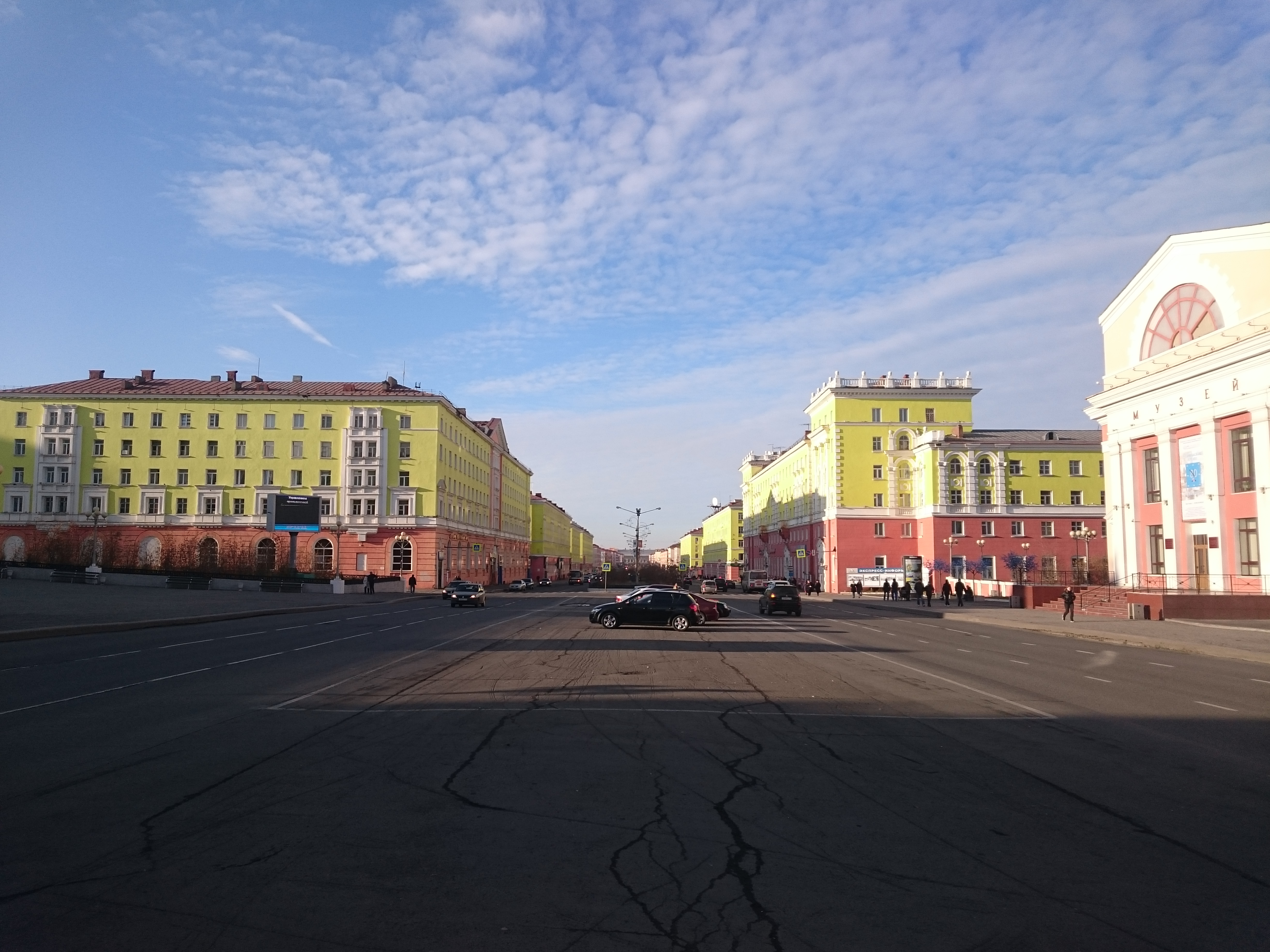
Lenin sugárút
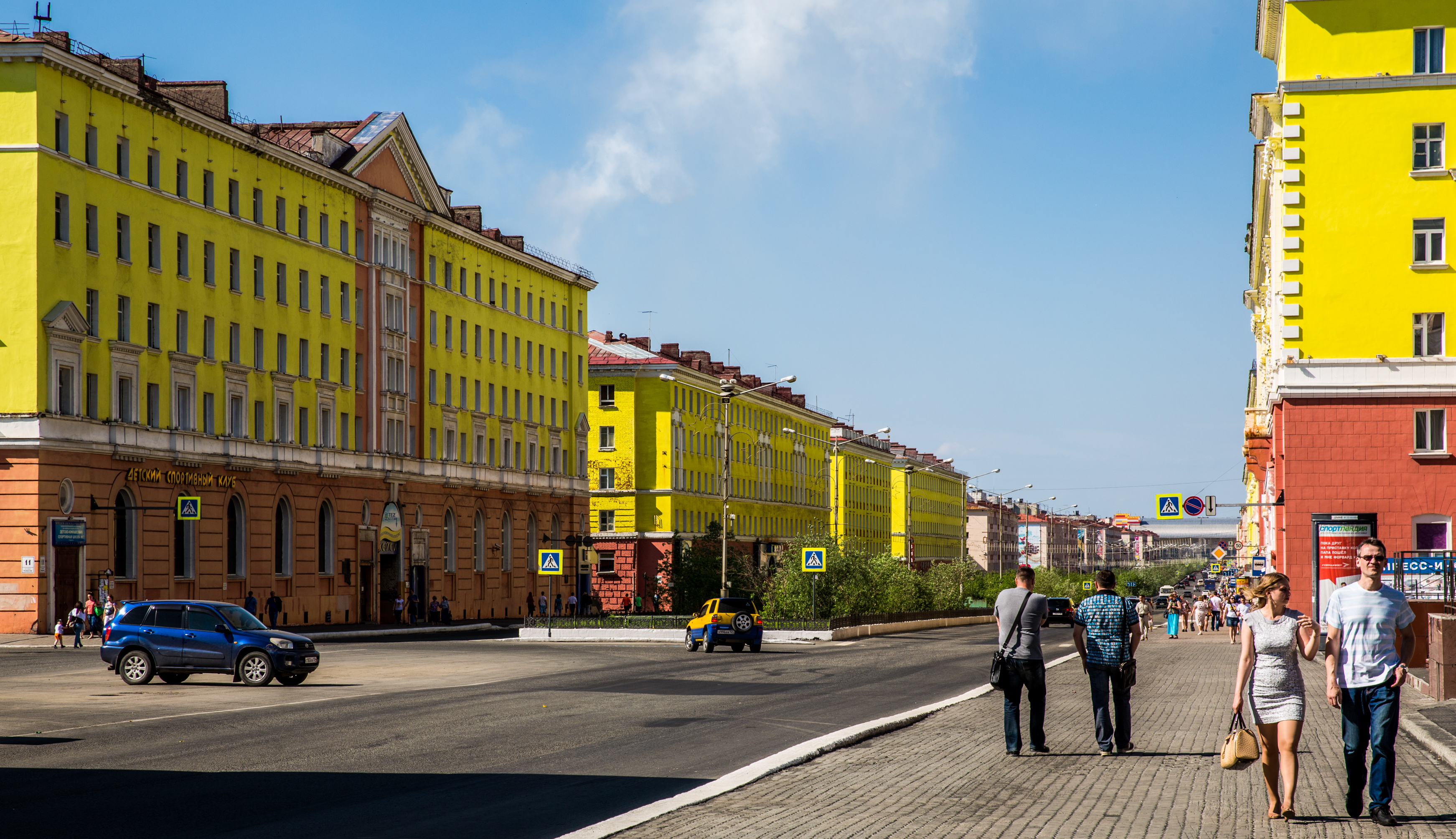
A városközpont nyáron
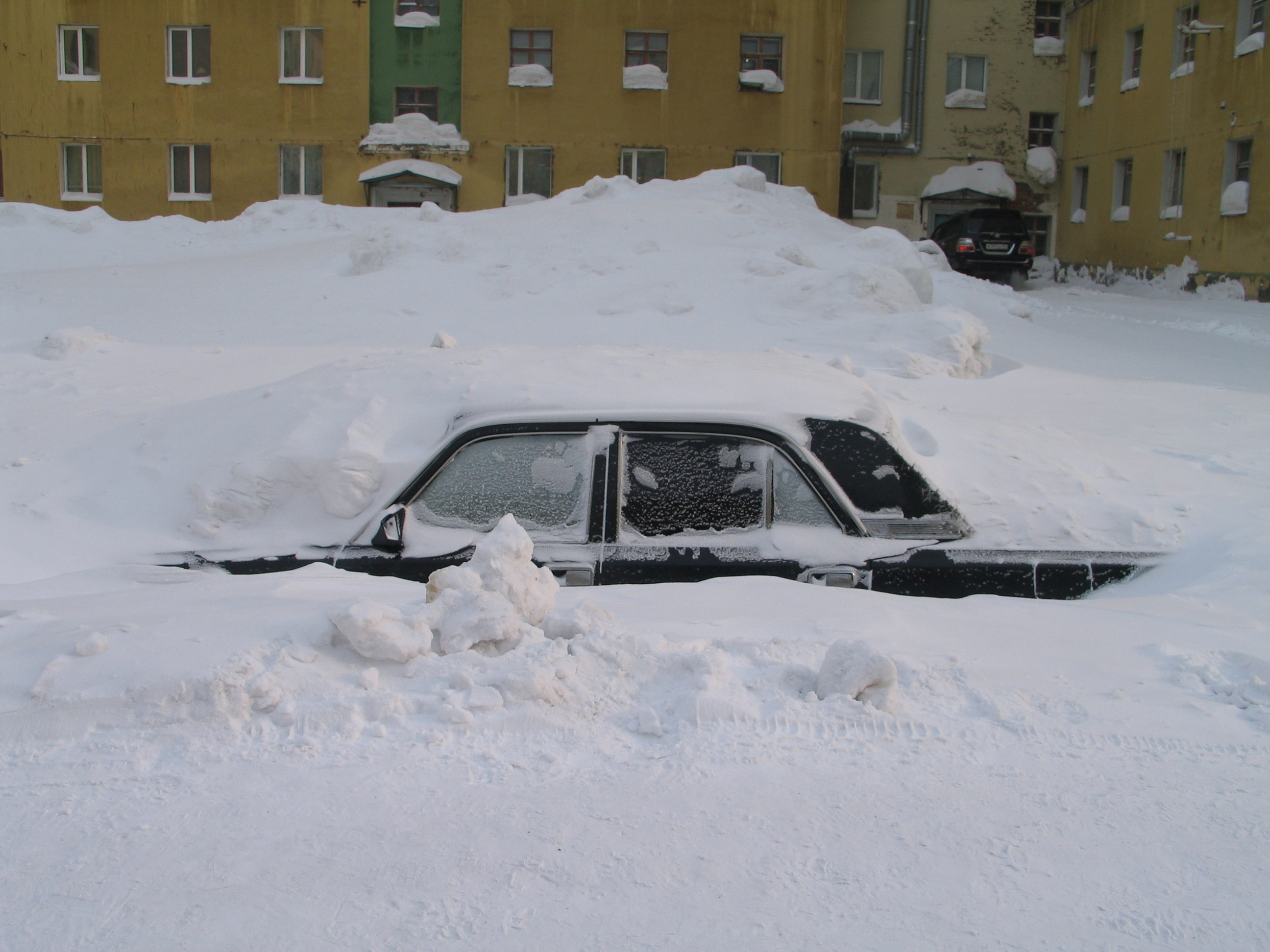
Áprilisi utcakép
A Norilszk Nikkel egyik üzeme
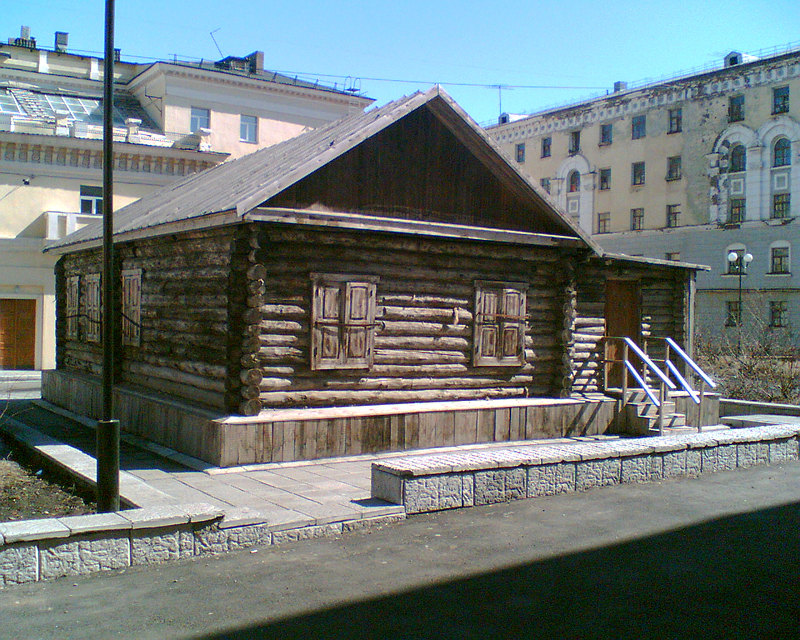
Az első norilszki ház
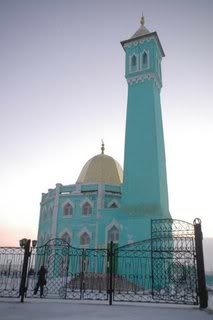
A világ legészakibb mecsetje Norilszkban